# Elephant (álbum)
Elephant es el cuarto álbum de estudio de la banda estadounidense de rock alternativo The White Stripes, publicado en 2003. Lanzado bajo el sello discográfico V2 Records el 1 de abril de 2003, este es el disco con mayor éxito de la compañía. Elephant además se convirtió en el mayor éxito comercial de banda al ocupar el primer lugar en las listas de popularidad del Reino Unido y entrar en los top 10 de otros países como Irlanda, Australia, Noruega y Suecia; además estuvo entre los álbumes más vendidos de los Estados Unidos, al alcanzar el lugar número 6.
Recibió críticas notablemente favorables y fue considerado una de las mejores producciones del año. En 2004 se hizo acreedor de dos premios Grammy, uno por mejor álbum de música alternativa, y otro por mejor canción de rock por el sencillo «Seven Nation Army». En 2003 la revista estadounidense Rolling Stone lo incluyó en su lista de «Los 500 mejores álbumes de todos los tiempos», en el puesto 390 de la lista.

## Historia

### Grabación
The White Stripes grabaron su nueva producción Elephant en los estudios Toe-Rag Studios y los BBC Maida Vale Studios, de Londres, Inglaterra durante abril y mayo de 2002. Debido a que los estudios Toe Rag en Hackney solo contaban con un viejo equipo que databa de la década de los 60s, Jack White, quien se hizo cargo de la producción del disco, tuvo que usar un equipo arcaico exclusivamente analógico de ocho pistas para grabar el material. 
El motivo de la grabación en este viejo estudio ubicado al este de Londres fue debido a que, según palabras del propio Jack White, él "buscaba un lugar donde pudiera dejar volar toda su creatividad." Sin embargo, el "periodo de creatividad" de la banda duró solo diez días en los que compusieron y grabaron a un ritmo de casi una canción por día, las sesiones de grabación tuvieron una duración de seis horas por día debido a que el ingeniero de sonido Liam Watson "no trabajaría por más de seis horas al día." Todas las composiciones que serían incluidas en el material fueron grabadas en Toe-Rag durante abril de 2002, a excepción de "Well It's True That We Love One Another" y "Hypnotize" en Toe Rag, y "I Just Don't Know What To Do With Myself", que fue registrada en los estudios BBC Maida Vale durante noviembre de 2001.

## Lista de canciones
1. Seven Nation Army - 3:53
2. Black Math - 3:05
3. There's No Home For You Here - 3:45
4. I Just Don't Know What To Do With Myself - 2:47
5. In The Cold Cold Night - 3:00
6. I Want To Be The Boy To Warm Your Mother's Heart - 3:23
7. You've Got Her In Your Pocket - 3:41
8. Ball and Biscuit - 7:19
9. The Hardest Button to Button - 3:33
10. Little Acorns - 4:10
11. Hypnotise - 1:50
12. The Air Near My Fingers - 3:41
13. Girl, You Have No Faith In Medicine - 3:20
14. Well It's True That We Love One Another - 2:44

#### Personal adicional
- Holly Golightly (vocals).
- Mort Crim (spoken vocals).